# Угровлахийская митрополия
Угровлахийска́я митропо́лия была основана в 1359 году Константинопольским Патриархатом. В том же году Вселенский Патриарх Каллист I рукоположил Яхинта Вичинского первым митрополитом новообразованной Угровлахской митрополии. Её создание было необходимо из-за завоевательной политики короля Венгрии Лайоша Великого, направленной на земли на левом берегу нижнего Дуная (на так называемый Северинский банат).
Название митрополии происходит от необходимости канонически отличать эту территорию от территории Великой Влахии и Малой Влахии в Фессалии и Эпире, и по этой причине митрополия называлась «Угровлахийская».
Румынская Православная Церковь возникла на базе Угровлахийской митрополии во второй половине XIX века, после Крымской войны. В 1885 году был издан томос о признании автохтонности Православной церкви Румынии, созданной двумя десятилетиями ранее. С 1925 года Румынская Православная Церковь возведена в ранг Патриаршества. С 1990 года название митрополии изменено на «Митрополия Мунтении и Добруджи».
К 1881 году, то есть почти на протяжении всего её митрополичьего существования богослужебным языком был церковнославянский. С 1439 по 1767 год Угровлахийская митрополия канонически подчинялась Охридскому архиепископству.

## Фотогалерея
- Успенский собор (Куртя-де-Арджеш)
- Архиепископский собор в Тырговиште